# 塔爾-阿曼迪爾
塔爾-阿曼迪爾（Tar-Amandil），是英國作家約翰·羅納德·瑞爾·托爾金（J.R.R. Tolkien）的史詩式奇幻作品《未完成的故事》中的虛構人物。
他是努曼諾爾帝國（Númenor）第三任皇帝，第二任實際統治者。

## 名字
阿曼迪爾（Amandil）一名來自昆雅語，意思是「熱愛阿門的人」lover of Aman。「塔爾」（Tar-）是努曼諾爾皇帝加在自己封號前的前綴，有着「高的、高貴的」的意思。
他的阿督納克語（Adûnaic）本名並沒有在任何作品中出現過。

## 總覽
塔爾-阿曼迪爾是努曼諾爾人（Númenórean），為第二任皇帝瓦達馬（Vardamir）的長子和繼承人。他的弟妹是瓦迪米（Vardilmë）、奧蘭迪爾（Aulendil）與諾倫迪爾（Nolondil）。阿曼迪爾有三名子女，長子及繼承人伊蘭迪爾（Elendil）、次子伊雅仁督爾（Eärendur）和獨女馬理安（Mairen）。
阿曼迪爾是第三任努曼諾爾皇帝，但實質上他是第二任統治者，因為他的父親拒絕繼承皇位，並立刻讓位予阿曼迪爾。在他治下努曼諾爾繼續享受長期昇平穩定。他從父親繼承了寶劍阿蘭路斯（Aranrúth），這把劍只傳承於歷代皇帝之間，是努曼諾爾皇帝的權力象徵。
他生於第二紀元192年，在603年去世，享年411歲。

## 生平
阿曼迪爾生於第二紀元192年的努曼諾爾島上。442年，他的祖父愛洛斯（Elros）逝世，由他的父親瓦達馬繼位。瓦達馬拒絕繼位，並立刻讓位予阿曼迪爾。然而禮法上仍視瓦達馬統治了一年，故此阿曼迪爾的統治名義上是在443年開始。
第二紀元590年，他自願讓位予長子伊蘭迪爾，結束了148年的統治，十三年後阿曼迪爾逝世。

## 資料來源
1. 1 2 3 4 5  《未完成的故事》 1998年 HarperCollins出版 "Aldarion and Erendis" P.270
2. 1 2  《未完成的故事》 "A Description of Númenor" P.221
3. ↑  《未完成的故事》 "The Line of Elros" P.282

| 前任： 瓦達馬 | 努曼諾爾帝國皇帝 | 繼任： 塔爾-伊蘭迪爾 |